# Jeanne Margaine-Lacroix
Jeanne Margaine-Lacroix, née le 3 décembre 1868 à Paris 2e et morte le 15 août 1930 à Chatou, est une créatrice de mode française. 
Fille d'Armandine Fresnais-Margaine (1835-1899), la créatrice de la maison Margaine en 1868, elle est principalement connue pour avoir révolutionné le monde de la mode en créant la robe dite Sylphide ou Tanagréenne, taillée pour être portée sans corset.

## Biographie

### Jeunesse et famille
Née en 1868 à Paris, Jeanne Victorine Margaine est la fille de la couturière Armandine Fresnais-Margaine et de l'horloger François Arsène Margaine.
Jeanne Margaine devient Jeanne Margaine-Lacroix en épousant, en 1889, Philippe Léonard Lacroix (1862-1924), professeur de physique au lycée Chaptal, à Paris.
Leur fille, Yvonne Lacroix, née en 1892, devient en 1909 la première femme sacrée championne de France de patinage artistique,.

### Carrière
En 1899, elle commence sa carrière en héritant de la maison de couture de sa mère. C'est en 1900 qu'elle change le nom de la maison Margaine, connue plus tard sous le nom de maison Margaine-Lacroix.
Les créations de Jeanne Margaine-Lacroix, comme la robe Sylphide et le corset lacé par-ddevant, constituent des révolutions majeures pour les femmes. Les mannequins font sensation en 1908 à Longchamp en présentant une nouvelle ligne mince et libre, rapidement adoptée par d'autres personnalités, comme l'actrice Lillie Langtry pour assister aux courses de Chester (en).
Morte à Chatou en 1930, Jeanne Margaine-Lacroix est enterrée au cimetière du Père-Lachaise (division 92), aux côtés de son mari et de sa mère,.
Elle connaît aujourd'hui un regain d'intérêt au regard de l'histoire de la mode, après avoir été oubliée au fil du temps au profit du célèbre Paul Poiret[réf. nécessaire].

## Créations
- Robe Sylphide ou Tanagréenne, permettant aux femmes de s'habiller sans corset
- Corset lacé devant, permettant aux femmes de s'habiller seules
- Pantalon large, permettant aux femmes de s'affranchir des jupes

## Collections
- Robe, vers 1908-1910, Metropolitan Museum of Art, New York[9]
- Robe de soirée, vers 1913, Metropolitan Museum of Art, New York[10]
- Robe, vers 1922, palais Galliera, Paris[11]
- Robe, vers 1925, palais Galliera, Paris[12]
- Manteau, vers 1925, palais Galliera, Paris[13]
- Robe de soirée, 1927-1928, Centraal Museum, Utrecht[14]
- Série de photographie de Jacques Bulloz, prises durant l'exposition Grands Couturiers parisiens, 1910-1939 en 1965 et l'exposition Modes des années folles 1919-1929 en 1970, palais Galliera, Paris[15]

## Source
- Susie Ralph, « Jeanne Margaine-Lacroix, pionnière de la mode », Les femmes qui font la mode : directrices, couturières, petites mains, séminaire histoire de mode, conférence du 25 mars 2016, CNRS, site Pouchet [voir en ligne]